# Curug Wetan (Curug)
Curug Wetan is een bestuurslaag in het regentschap Tangerang van de provincie Banten, Indonesië. Curug Wetan telt 12.102 inwoners (volkstelling 2010).